# Agente X
Agente X (Agent X) è un personaggio dei fumetti creato da Gail Simone e Studio UDON nel 2002, pubblicato dalla Marvel Comics. La sua apparizione avviene in Deadpool (vol. 1) n. 65 (maggio 2002)
Benché la sua identità reale sia quella di Nijo Minamiyori (è originario del Giappone), ha adottato e mantenuto nel corso degli anni il nome di Alex Hayden, attribuitogli in seguito a una amnesia.
Con questa identità è comparso per la prima volta in Agent X n. 1 (settembre 2002), sulla scia di eventi verificatesi nell'arco conclusivo della collana Deadpool, realizzato anch'esso dalla Simone e dagli artisti dello Studio Udon (primo fra tutti Alvin Lee).
Successivamente alla chiusura della propria testata nel dicembre 2003, Hayden è apparso sulle pagine di Cable & Deadpool.
Ha fondato il gruppo mercenario noto come Agenzia X, con la sua fidanzata (e ugualmente mercenaria) Outlaw, con Taskmaster e con Sandi Brandenberg, ex-business manager di Deadpool. È stato aiutato dalla giovane mutante Mary Zero, il cui potere è non essere notata da nessuno, tranne che da lui.
I suoi poteri consistono in una grande agilità, forza e destrezza e in una capacità di rigenerazione sovrumana. È un tiratore scelto molto capace, ed è solitamente riconoscibile per l'ampia cicatrice a forma di X che ha sul viso e i caratteristici occhiali a mascherina giallo-arancioni.
Come accade per Deadpool, la voce narrante dell'Agente viene evidenziata colorando in modo diverso le nuvolette e i box che ne contengono i dialoghi (riportati su un fondo grigio chiaro).

## Biografia del personaggio

### Nijo
Secondo quanto viene rivelato nei numeri dal 65 al 69 di Deadpool, Nijo Minamiyori è imparentato con l'omonimo e influente clan criminale, uno dei cosiddetti Quattro Venti: è infatti il fratello minore della capofamiglia. Questi viene apparentemente ucciso da Deadpool insieme ai rivali delle altre tre famiglie maggiori, convenuti nello stesso ristorante di lusso per siglare una tregua.
Bramoso di vendicare l'omicidio del fratello, il giovane viene contattato da Cigno Nero, un assassino dotato di poteri telepatici e dalla mira infallibile, che come lui è intenzionato ad eliminare il mercenario.
Stretto un patto con il killer, Nijo spia Wade Wilson, impegnato a cementare il successo conferitogli dall'impresa. Il suo forte senso dell'onore, tuttavia, lo mette gradualmente sempre più a disagio e alle strette con l'alleato, il quale nel frattempo ha infettato Deadpool con un virus mentale che ne sta erodendo lentamente la memoria e il controllo motorio.
I tre si scontrano frontalmente nella fortezza che serve da base a Cigno Nero, un vecchio castello in Germania. Il telepate rivela di essere il reale assassino dei Quattro Venti, incluso il fratello maggiore di Minamiyori, e che la loro eliminazione è stata attribuita all'uomo sbagliato per pura coincidenza. Cigno Nero uccide facilmente Nijo ma viene sconfitto da Deadpool, che sfrutta il legame psichico con l'assassino per investirlo in pieno con tutte le più terribili e angosciose memorie rimastegli, e gli schiaccia il viso contro la griglia rovente di un caminetto. Si tratta però di una vittoria di Pirro: il timer della valigetta ricolma di esplosivo che aveva portato con sé (persa durante la battaglia) scatta, facendo saltare in aria l'intero edificio.
Albo e collana si chiudono con le ultime parole del mercenario: "Ora sì che ci si diverte!"

### L'Agenzia X
Tempo dopo, a New York, Sandi Brandenberg incontra uno sconosciuto alto, calvo e con una vistosa cicatrice a forma di X sul viso. Questi sembra conoscerla e ha un modo di parlare familiare, ma sembra anche essere preda di un'amnesia che gli impedisce di ricordare il proprio passato. Sandi - convinta che in realtà possa trattarsi di Wade Wilson, sopravvissuto all'esplosione ma con la memoria e la fisionomia alterate dal virus mentale di Cigno Nero - gli suggerisce di assumere l'identità di "Alex Hayden", avendo notato l'interesse dell'uomo per la musica di Haydn.
La ragazza contatta i mercenari Outlaw e Taskmaster perché assistano Alex, intenzionato a imporsi come il miglior agente mercenario sul mercato. Grazie alla sua abilità nello studiare i movimenti altrui, Taskmaster riscontra presto delle discrepanze rispetto allo stile di combattimento di Deadpool: in particolare, Hayden sembra essere un ambidestro naturale nell'uso delle armi. I suoi dubbi vengono confermati da Outlaw, secondo la quale il giovane è un tiratore eccellente, superiore a Wilson.
I quattro decidono di mettersi in società, riconvertendo in base operativa un parco giochi, premio per il primo incarico portato a termine dall'Agente X.
Nel corso delle missioni successive, il personale dell'Agenzia si troverà alle prese con problemi interni (la temporanea separazione di Taskmaster dal resto del gruppo, o la relazione tra Outlaw e Alex) e affronterà gli avversari più disparati, fra i quali spicca il nuovo leader dei Quattro Venti, Higashi. Quest'ultimo alla fine si ritroverà legato da un debito d'onore ai mercenari, anche grazie all'assistenza prestata dalla giovane mutante Mary Zero in qualità di spia e supporter.

### Rivelazioni
In quella che è la saga conclusiva della testata, Deadpool Walking, X e compagni si trovano di fronte Deadpool, ridotto a uno stato larvale, in compagnia di un redivivo Cigno Nero. D'impulso, Alex spara al mercenario in rosso colpendolo alla testa.
Senza scomporsi, Cigno Nero spiega che desiderando salvarsi da morte sicura, nell'imminenza dell'esplosione usò il massimo del proprio potere telepatico per assorbire psionicamente il fattore rigenerante di Deadpool.
Tuttavia, la mancanza di un freno consapevole fece sì che questa e altre doti venissero effettivamente scambiate fra i tre. I ricordi recenti e le capacità fisiche di Wade Wilson furono trasmessi anche a Nijo, che grazie alla rigenerazione tornò a vivere. Dall'assassino tedesco ereditò invece l'interesse per la musica colta e una tecnica sopraffina nell'uso delle armi da fuoco, e financo la cicatrice arrecata dalla griglia rovente.
Avendo ereditato solo aspetti indesiderati (il senso dell'onore di Nijo e la sua passione per i Radiohead, insieme a tutte le barzellette sporche note a Deadpool) in aggiunta alla capacità di guarire dalle ferite, Cigno Nero afferma di rivolere la propria vita indietro, e a tal fine sigla una tregua con l'Agente, proponendogli di rimettere a posto le cose con i propri poteri psichici.
Il reale intento dell'assassino è quello di assorbire tutto il potere e le conoscenze delle sue controparti, ma l'Agenzia X (affiancata da Wilson, che rigenerando la ferita alla testa si è ripreso in anticipo sulle previsioni) riesce a sconfiggerlo. Alex annienta definitivamente Cigno Nero facendogli sperimentare il ricordo della propria morte come Nijo.
L'Agente X, Deadpool, Outlaw e Taskmaster si accaniscono ulteriormente a colpi di arma da fuoco sul cadavere. I resti di Cigno Nero vengono poi sottoposti a imbalsamazione, procludendogli così anche la minima possibilità di rigenerazione.

### Ritorno in azione
Fabian Nicieza riprende il personaggio sulle pagine di Cable & Deadpool n. 11, dove l'Agente X viene assoldato per impedire a Deadpool e Weasel di salvare Cable morente grazie a un trapianto di tessuto tecno-organico. In seguito a uno scontro eccezionalmente cruento, in cui i due sfogano la reciproca ostilità e Wade Wilson gli sottrae il pancreas a mo' di souvenir, Hayden non riesce a impedire la "risurrezione" di Cable ed è spinto a lasciar perdere, a patto di riavere indietro l'organo rubato (già ricresciuto grazie ai suoi poteri).
Successivamente, X viene rapito dall'Hydra come cavia per il programma di armi biologiche dell'organizzazione. La cellula che lo detiene è però così incompetente da causargli prima l'artrite, e poi l'obesità a livelli patologici. Liberato da Deadpool (assistito da Bob, Agente dell'Hydra) su richiesta di Sandi e Outlaw, Alex si vede costretto dal proprio stato di salute a chiedere l'aiuto del rivale perché porti a termine gli incarichi dell'Agenzia X al posto suo.
L'Agente X comparirà più volte sulle pagine della testata fino al numero conclusivo, in cui dopo lunghi tentennamenti accetta di sottoporsi a una dieta risolutiva.